# Nicolas Chabot
Nicolas Chabot (Rezé, 21 de septiembre de 1994) es un entrenador de fútbol francés, actualmente entrenador del equipo femenino de Nantes.

## Carrera
Apasionado del fútbol y Nantes desde niño gracias a la influencia de su abuelo materno, de joven intentó una carrera como futbolista, primero jugando en las categorías inferiores del Challans y luego en el Sorinières. Continuó sus estudios en la Universidad de Nantes y, en 2013, se incorporó al cuerpo técnico del club mediante unas prácticas. Tras obtener un máster en optimización del entrenamiento deportivo, fue nombrado entrenador del equipo sub-9, cargo que ocupó hasta 2015, año en el que pasó a dirigir al equipo sub-11.
En 2021 pasó a la categoría sub 13, sin embargo al final de la temporada 2022-2023, tras el ascenso de Oswaldo Vizcarrondo de la sección femenina al primer equipo, Chabot fue elegido para hacerse cargo del equipo femenino. Inicialmente designado como barquero hasta el final del campeonato, luego fue confirmado para la temporada siguiente, durante la cual llevó al club al segundo lugar de la liga, solo por detrás Strasburgo, logrando un ascenso histórico a la Première Ligue.
Confirmado también para la temporada 2024-2025, lidera a los canarios en su primera temporada en la máxima categoría, consiguiendo ayudarles a evitar el descenso, terminando el campeonato en la 7ª posición.